# Panhalé
Panhalé, o también llamado Panjalé, es un sitio arqueológico de la cultura maya precolombina localizado en el municipio de Tenosique en el estado mexicano de Tabasco.
Esta ciudad maya ubicada en el oriente del estado de Tabasco, pertenece a las ciudades de la cuenca del Usumacinta, al igual que Pomoná, Moral Reforma, Palenque, Bonampak, Yaxchilan y Piedras Negras, y pertenece al grupo de poblaciones de mediana importancia, al igual que sus vecinas Pomoná, Santa Elena y San Claudio.
El sitio arqueológico de Panhalé, voz maya que significa "reflejo del agua", se encuentra a orillas del río Usumacinta, sobre la cima de un cerro, a unos 5 km de la ciudad de Tenosique de Pino Suárez. Está situado al borde derecho del cañón Boca del Cerro, que es la última montaña que atraviesa el río Usumacinta antes de salir a la planicie tabasqueña. 
Panhalé posee varias estructuras y en el sitio se encontró la llamada Estela I, que data de alrededor del 830 d. C. en la que se observa el glifo de la vecina ciudad maya de Pomoná.

## Importancia
La importancia de Panhalé en la época prehispánica consistía en que hacia las veces de mirador y puesto de control. Desde este lugar, los mayas controlaban el paso de las embarcaciones que transitaban por las aguas del río Usumacinta.
Por lo estratégico que representaba el cañón Boca del Cerro para controlar el paso de mercancías y personas, muchas fueron las ciudades mayas que intentaron ejercer su dominio sobre este punto. Los glifos-emblemas encontrados en las ciudades de Palenque, Toniná, Piedras Negras y La Mar se encuentran en contextos de guerra, lo que hace pensar que las ciudades libraron constantes guerras para controlar el estratégico paso del Usumacinta en el cañón Boca del Cerro.
Este punto funcionaba como puerta fluvial que comunicaba a los sitios de la llanura costera del Golfo con los del alto Usumacinta y sus numerosos tributarios que descienden de los Cuchumatanes, las tierras altas de Chiapas, El Petén guatemalteco y las montañas mayas de Belice.

## Descripción del sitio
Panhalé todavía es un sitio prácticamente desconocido, por lo que es muy poco lo que se sabe acerca de su historia. Después de una inspección detallada de la ciudad y los alrededores, se llegó a la conclusión de que el sitio era más grande de lo que se había estimado cuando fue descubierto.
La ciudad se compone de varios edificios construidos con roca caliza extraída del cerro, aunque la mayoría se encuentran muy deteriorados y cubiertos aún por vegetación. Entre las edificaciones sobresale la llamada Estructura 16, la cual es una estructura en forma de pirámide empinada que se levanta a unos 30 m por encima de la plataforma de la Acrópolis, y 180 m de la superficie del río, y se extiende en la porción oriental de la plataforma de la Acrópolis, mirando el río Usumacinta.
Esta estructura se construyó con bloques bien limados, que iban de 30 a 20 cm hasta una medida de 30 por 60 cm, y que cubrían un centro de rocas grandes. Aunque este edificio se encuentra muy deteriorado, una sección grande de las paredes retenidas está todavía bien conservada. Los restos de una escalera central están todavía visibles en la fachada occidental.
En la cima, todavía es posible apreciar en pie las paredes de un cuarto a una altura de cerca de 60 cm lo que hace suponer que esto pudo haber sido un templo abovedado.
Este sitio arqueológico se encuentra muy deteriorado debido principalmente a la existencia de una planta extractora de roca que funciona en las faldas del cerro, a la CFE que realizó trabajos para la realización de un proyecto para la construcción de una hidroeléctrica en la zona, y por la acción de los saqueadores de objetos arqueológicos.

## Como llegar
Para llegar a Panhalé desde la ciudad de Villahermosa, es necesario tomar la carretera federal n.º 186 Villahermosa - Escárcega, hasta el entronque con la carretera federal n.º 203 que va de Emiliano Zapata a Tenosique de Pino Suárez, después de recorrer 50 km se llega a un cruce de terracería que conduce al sitio arqueológico.
En la actualidad, esta zona arqueológica no se encuentra abierta al público.